# 阿霍哈薩山
14°31′14″S 72°38′29″W / 14.52056°S 72.64139°W
阿霍哈薩山（Aqu Q'asa），是秘魯的山峰，位於該國南部阿普里馬克大區，由安塔班巴省的奧羅佩薩區負責管轄，屬於萬索山脈的一部分，海拔高度5,091米。